# Schima

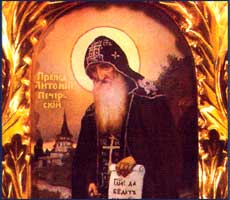
Ctihodný Antonín Pečerský ve velké schimě

Schima, někdy též skima (ze starořeckého σχῆμα [ˈsçæma]) je v pravoslavném prostředí součást hábitu, kterou nosí mniši a mnišky.
Oděv je určen především asketickým stoupencům klášterního života. Na znamení svého zasvěcení nosí bohatě zdobený škapulíř s vyšitým křížem.
Podle legendy měli Antoniovi Velikému ve snu vyjevit podobu schimatu andělé.
Kdy mohou mniši nebo mnišky schimu nosit, není jednotně určeno. Podle jednotlivých tradic musí mnich nebo mniška strávit nejméně až 25 let klášterního života, podle jiné tradice je nositeli propůjčen až na smrtelném loži.